# Bouligny
Bouligny är en kommun i departementet Meuse i regionen Grand Est (tidigare regionen Lorraine) i nordöstra Frankrike. Kommunen ligger i kantonen Spincourt som tillhör arrondissementet Verdun. År 2022 hade Bouligny 2 428 invånare.

## Befolkningsutveckling
Antalet invånare i kommunen Bouligny
| Referens: INSEE |